# Pseudbarydia severa
Pseudbarydia severa là một loài bướm đêm trong họ Noctuidae.